# Легенда (бойцовское шоу)
Бойцовское шоу «Легенда» — российская спортивная организация, проводящая турниры, сочетающие поединки с участием звезд мирового кикбоксинга и бои по смешанным правилам (другое название ММА — от англ. Mixed Martial Arts) и шоу.
«Легенда» была основана в 2013 году. командой из четырех человек: Русланом Сулеймановым, Тимуром Соловьевым, Владимиром Войтеховским и Алексеем Михайлиным. Идея создания бойцовского шоу «Легенда» зародилась на открытии «Клуба Единоборств №1», собравшем множество звезд К-1 и ММА.
25 мая 2013 года в Москве на Малой Спортивной Арене «Лужники» прошел дебютный турнир промоушена с участием звезд мирового кикбоксинга и ММА: Бадра Хари, Забита Самедова, Александра Емельяненко, Джабара Аскерова, Артура Кишенко и других. Второй турнир, названный «Часть 2: „Вторжение“» прошёл в Москве 8 ноября 2013 и включал в себя 9 боёв К-1 и ММА (четверка К-1). Третий турнир прошёл  5 апреля 2014 в Милане, в его программу вошло 7 боёв К-1.
После проведения трёх турниров организаторы решили взять паузу до 2015 года.